# Inter sanctorum solemnia

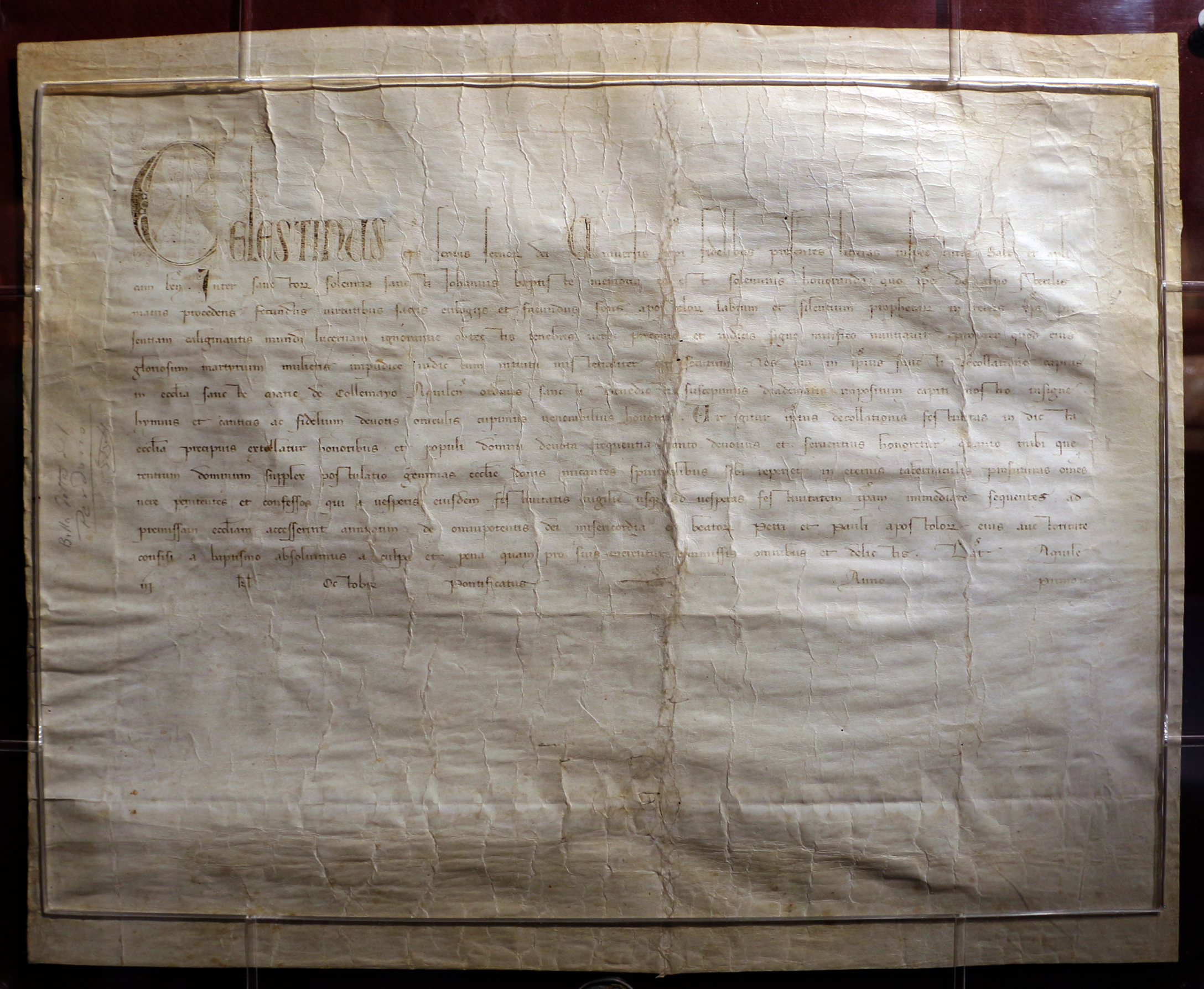
Bulle Cölestins V. vom 29. September 1294

Inter sanctorum solemnia („Unter den Festen der Heiligen“) ist eine Bulle des Papstes Coelestin V. vom 29. September 1294. In ihr erteilt er der Kirche Santa Maria di Collemaggio in L’Aquila das Privileg eines vollkommenen Ablasses, den alle erwerben können, die nach Empfang des Bußsakramentes am Fest der Enthauptung Johannes’ des Täufers (29. August, vom Vorabend bis zum Folgeabend) diese Kirche andächtig besuchen.
Waren vollkommene Ablässe – Erlässe aller zeitlichen Sündenstrafen, vollkommene Reinigung für die ewige Seligkeit – bis dahin nur Kreuzfahrern gewährt worden, die vor dem Aufbruch beichteten und die Kommunion empfingen, wurde diese Gewährung durch Coelestin V. erstmals mit dem Besuch einer Kirche verbunden.

## Geschichte
Coelestin, mit Taufnamen Pietro, geboren Anfang der 1210er Jahre, war Benediktiner und hatte um die Mitte des Jahrhunderts einen eigenen Eremitenorden mit verschärfter Benediktsregel, später Cölestiner genannt, gegründet. Auf dem Zweiten Konzil von Lyon 1274 erlangte er dessen endgültige Anerkennung. Während der Rückreise hatte er auf dem Berg Collemaggio bei L’Aquila einen Jakobsleiter-Traum, in dem ihm Maria den Bau einer Kirche an dieser Stelle auftrug. Die neue Ordenskirche war 1289 vollendet.
Am 5. Juli 1294 wurde der über 80-Jährige als Kompromisskandidat zum Papst gewählt und am 29. August in Santa Maria di Collemaggio gekrönt. Am 13. Dezember desselben Jahres trat er im Zuge politischer Intrigen vom Papstamt zurück – der einzige Papstrücktritt bis Benedikt XVI.
Aber schon einen Monat nach seinem Amtsantritt – er weilte noch in L’Aquila und gelangte wohl nie nach Rom – erließ er das Ablassprivileg für „seine“ Kirche, das dieser einen gewaltigen Aufschwung gab. Im ganzen Mittelalter ließen Ablassprivilegien an den festgesetzten Ablasstagen große Menschenmengen in die privilegierten Kirchen strömen, und Prozessionen, Märkte und Volksfeste entwickelten sich darum. Der bis dahin ungekannte vollkommene Ablass in L’Aquila hatte entsprechend große Anziehungskraft, noch verstärkt durch die Heiligsprechung Coelestins 1313 und die Überführung seiner Gebeine in die Collemaggio-Basilika 1326. Die Bulle Coelestins wurde und wird als kostbarer Schatz von der Stadt L’Aquila gehütet, und die Festlichkeiten der Perdonanza Celestiniana sind seit 2019 Immaterielles Kulturerbe der UNESCO.
Zwar widerrief Coelestins Nachfolger Bonifatius VIII. schon 1295 das Collemaggio-Privileg eines vollkommenen Ablasses als schädliche Neuerung; aber er selbst erteilte für das erste Heilige Jahr 1300 allen Gläubigen, die nach Beichte und Kommunion die römischen Patriarchalbasiliken besuchten, einen solchen Generalablass, und im 14. Jahrhundert vervielfältigte man die Gnadenorte. Später wurde die Möglichkeit, vollkommene Ablässe zu erwerben, auf alle Pfarrkirchen an zwei Tagen im Jahr ausgedehnt.

## Text
| - Original Coelestinus episcopus, servus servorum Dei, universis Christifidelibus praesentes litteras inspecturis salutem et apostolicam benedictionem. Inter sanctorum solemnia sancti Johannis Baptistae memoria eo est solemnius honoranda, quod ipse de alvo sterilis matris procedens fecundus virtutibus, sacris eulogiis et facundus fons, apostolorum labium et silentium prophetarum, in terris Christi praesentiam, caliginantis mundi lucernam, ignorantiae obtectis tenebris verbi praeconio et indicis signo mirifico nuntiavit, propter quod eius gloriosum martyrium mulieris impudicae indictum intuitu mysterialiter est secutum. Nos, qui in ipsius sancti decollatione capitis in ecclesia sanctae Mariae de Collemayo Aquilensi ordinis sancti Benedicti suscepimus diadematis impositum capiti Nostro insigne, hymnis et canticis ac fidelium devotis oraculis cupimus venerabilius honorari. Ut igitur ipsius decollationis festivitas in dicta ecclesia praecipuis extollatur honoribus et populi Domini devota frequentia tanto devotius et ferventius honoretur, quanto inibi quaerentium Dominum supplex postulatio gemmas ecclesiae donis micantes spiritualibus sibi reperiet in aeternis tabernaculis profuturas, omnes vere paenitentes et confessos, qui a vesperis eiusdem festivitatis vigiliae usque ad vesperas festivitatem ipsam immediate sequentes ad praemissam ecclesiam accesserint, annuatim de omnipotentis Dei misericordia et beatorum Petri et Pauli apostolorum eius auctoritate confisi a baptismo absolvimus a culpa et poena, quam pro suis merentur commissis omnibus et delictis. Datum Aquilae, III. Kalendas Octobris, pontificatus Nostri anno primo. | - Übersetzung Coelestin, Bischof, Diener der Diener Gottes, entbietet allen Christgläubigen, die dieses Schreiben lesen werden, Heil und apostolischen Segen. Unter den Festen der Heiligen ist das Gedächtnis des heiligen Johannes’ des Täufers umso feierlicher zu ehren, weil dieser, aus dem Schoß einer unfruchtbaren Mutter hervorgegangen, reich an Tugenden und heiligen Reden und eine beredte Quelle, Mund der Apostel und Verstummen der Propheten, auf Erden denen, die von der Finsternis der Unwissenheit umfangen waren, die Gegenwart Christi, die Leuchte der dunkelnden Welt, durch Ansage mit dem Wort und durch wundersamen Fingerzeig verkündete, weshalb sein glorreiches Martyrium, das ihm mit Rücksicht auf eine schamlose Frau auferlegt wurde, geheimnisvollerweise folgte. Wir, die Wir am Tag der Abtrennung dieses heiligen Hauptes in der Kirche der heiligen Maria von Collemaggio in L’Aquila, Ordenskirche des heiligen Benedikt, das Ehrenzeichen des Diadems Unserem Haupt aufgesetzt bekamen, wünschen, dass er mit Hymnen und Liedern und frommen Gebeten der Gläubigen noch ehrfurchtsvoller verehrt werde. Damit also das Fest seiner Enthauptung in der genannten Kirche mit außerordentlichen Ehren erhoben und durch das fromme Herbeiströmen des Gottesvolks um soviel frömmer und glühender geehrt werde, wie dort das demütige Flehen der den Herrn Suchenden sich die von geistlichen Gaben schimmernden Edelsteine der Kirche erwerben wird, die in den ewigen Wohnungen Nutzen bringen werden, sprechen Wir alle, die wahrhaft bereut und gebeichtet haben und die von der Vesper am Vorabend desselben Festes bis zur Vesper, die dem Fest unmittelbar folgt, in die genannte Kirche gehen, alljährlich im Vertrauen auf die Barmherzigkeit des allmächtigen Gottes und auf die Autorität seiner seligen Apostel Petrus und Paulus von Schuld und Strafe los, die sie seit der Taufe für alle ihre Vergehen und Frevel verdient haben. Gegeben in L’Aquila am 29. September, im ersten Jahr Unseres Pontifikats. |